# 平面五角形分子構造
化学において、平面五角形分子構造（へいめんごかくけいぶんしこうぞう、英: Pentagonal planar molecular geometry）は、一個の中心原子とそれを取り囲む平面五角形の各頂点に配置された5つの原子（配位子）からなる分子の形状を説明する。

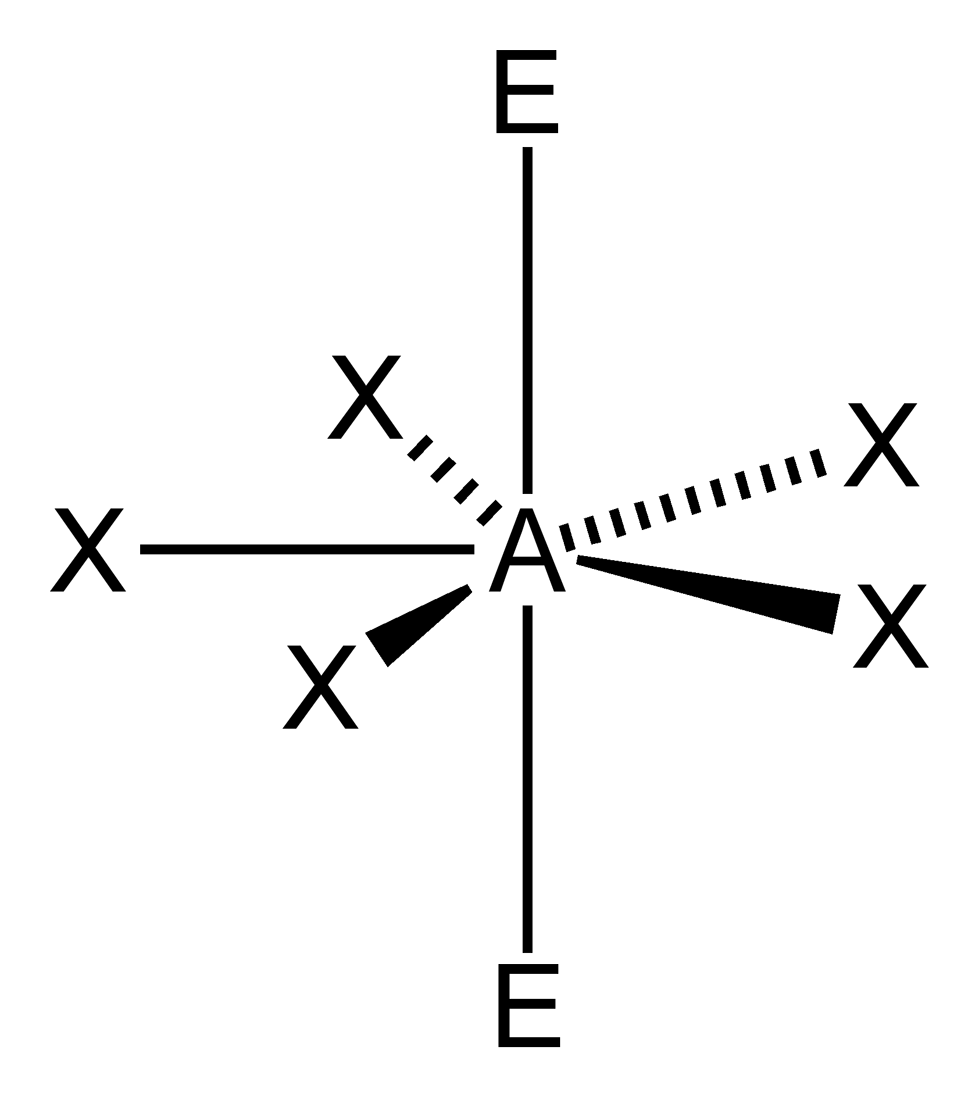
AX_{5}E_{2}

## 例
既知の平面五角形分子種は2つしかなく、等電子的（9つの価電子）イオンのXeF−
5およびIF2−
5である。どちらも五方両錐形から派生した配置で、2つの非共有電子対がアピカル位を占め、5つのフッ素原子が全てのエクアトリアル位を占めている。